# ブラウニーポイント
ブラウニーポイント（英: Brownie points）とは、現代の用法では架空の社会的通貨である。これは、善行を行うことや、他者、特に配偶者の目に好ましく映ることで獲得できる。

## 語源に関する推測

### ガールガイド
一般的な語源説は、ブラウニー（年少のガールガイド/ガールスカウト）が善行を行うことで獲得する功績バッジや6つのポイントを指すという説である。ブラウニーは、家の周りで役立つことをする一種の神話上の妖精にちなんで名付けられた。

### ブラウンスタンプ
第二次世界大戦後のアメリカで多くの店舗が採用した人気のあるマーケティング手法は、購入ごとにスタンプを配布することだった。配布されるスタンプの数は購入額に応じて変動した。これらのスタンプは顧客によって収集され、後に家庭用品と交換された。最初期のこれらのスタンプは茶色で、「ブラウンスタンプ」または「ブラウンポイント」として知られていた。購入とこれらの「ブラウンポイント」の収集の関係は、良いこと（地元の販売店を支援すること）を行い、ボーナス（価値のあるスタンプ）を得ることと同等だった。これらの「ブラウニーポイント」の収集が、現代の用法へと発展したと言われている。ブラウニーポイントという用語は、今日でもニュージーランドの電力会社によるマーケティング手法として使用されており、ギフトサービスでも使用されている。

### ジョージ・R・ブラウン
別の提案されている語源は、19世紀のアメリカの鉄道監督者、ジョージ・R・ブラウンの名前に由来するというものである。彼は1886年、ニューヨーク州のフォール・ブルック鉄道の従業員のために、当時としては革新的な功罪システムを考案した。彼のシステムに関する報告は鉄道雑誌に掲載され、多くの主要な米国の鉄道で採用された。アメリカの鉄道従業員はすぐに「ブラウニーポイント」と口語的に呼ぶようになり、やがてこの用語は一般語彙に入った。

### カーティス出版
1930年代、カーティス出版社はサタデー・イブニング・ポストやレディース・ホーム・ジャーナルなど、いくつかの雑誌を出版していた。これらの雑誌は、主に少年たちを使って住宅街で購読を販売する配送ネットワークを通じて購読者に配布された。少年たちは小額の手数料を受け取った。さらに、特定の販売目標を達成すると、緑色と茶色の伝票からなる会社のスクリップも獲得できた。これらは「グリーニー」と「ブラウニー」と呼ばれた。1ブラウニーは5グリーニーの価値があった。グリーニーとブラウニーは会社のカタログの商品と交換できた。

### 排泄物に関連する説
オックスフォード英語辞典は、この表現が米国軍のスラングで追従者を意味する「ブラウンノーザー」に由来する可能性があると推測している。一方で、ブラウニーの表彰制度に由来するという一般的な語源説も言及している。「ブラウニー」という用語は1940年代には「ブラウンノーザー」の意味で使用されていた。この用語が関連する排泄物のスラングと一致したことで勢いを得たという指摘もある。

### 最初の使用
オックスフォード英語辞典に記載されている最も古い出版された引用は1963年のものである（アメリカン・スピーチ誌で報告された）。しかし、この用語はそれよりもやや古い。1950年代の新聞に頻繁に登場するこの用語は、1951年の最も古い既知の使用例にさかのぼる。その際、ロサンゼルス・タイムズ紙の中で、ある男性が妻の好意を得ることをブラウニーポイントという言葉で表現している。